# Eugerda fulcimandibulata
Eugerda fulcimandibulata är en kräftdjursart som beskrevs av Robert Raymond Hessler 1970. Eugerda fulcimandibulata ingår i släktet Eugerda och familjen Desmosomatidae. Inga underarter finns listade i Catalogue of Life.